# فرودگاه لتینا
فرودگاه لتینا  (به انگلیسی: Latina Airport) (به زبان بومی: Aeroporto di Latina) یک فرودگاه نظامی با کد یاتا QLT است که یک باند فرود آسفالت دارد و طول باند آن ۱۷۰۰ متر است. این فرودگاه در شهر لاتینا کشور ایتالیا قرار دارد و در ارتفاع ۲۸ متری از سطح دریا واقع شده است.